# 나가이케 야스오
나가이케 야스오(일본어: 永池 恭男, 1973년 10월 5일 ~ )는 일본의 전 프로 야구 선수이자 야구 지도자이며, 현재 요코하마 DeNA 베이스타스 2군 수비 주루 코치이다. 후쿠오카현 가스가시 출신이며 현역 시절 포지션은 내야수였다.
1998년부터 2000년까지 등록명은 나가이케 몬타(永池 們多)였다.

## 인물
후쿠오카 공업대학 부속 고등학교 시절에는 고교 통산 20홈런을 기록했고 1992년 프로 야구 드래프트 2순위로 요코하마 다이요 웨일스에 입단했다. 프로 첫 출장은 1993년 7월 18일 한신 타이거스전(한신 고시엔 구장)에서 하타야마 히토시의 대주자로서 출전했다. 내야는 어디든지 지킬 수 있을 정도의 뛰어난 재주를 보였다.
1997년 시즌 종료 후 아와노 히데유키와의 맞트레이드로 요미우리 자이언츠로 이적했는데 1998년에 개인 최다인 65경기에 출전했다. 1999년 8월 4일 야쿠르트 스왈로스전(메이지 진구 야구장)에서 9회초에 기무라 류지의 대타로 출전, 상대 투수 가와바타 류에게서 눈물의 프로 첫 홈런을 때려냈다. 2002년 시즌 종료 후 오노 히토시와 함께 요시카와 모토히로, 나카하마 히로유키와의 맞트레이드로 오사카 긴테쓰 버펄로스로 이적했다. 2004년 9월 27일, 시즌 최종전이 된 오릭스 블루웨이브전에서는 8회초에 요코하마 시절 동료였던 도카노 히사시로부터 좌전 안타를 때려내며 이것이 긴테쓰 구단에 있어서의 마지막 안타가 됐다.
2004년 오프에 구단 합병에 의한 분배 드래프트 시행을 앞두고 자유 계약이 됐지만 도호쿠 라쿠텐 골든이글스가 영입했다.
2005년에는 36경기에 출전했지만 이듬해인 2006년에 출전 기회는 단 한 번도 없었고 시즌 종료 직전에 방출 통보를 받았다. 이후 구단으로부터 제의받은 2군 육성 코치(야수 담당)로 발탁됐다. 2008년부터 라쿠텐 2군 내야 수비 주루 코치를 맡았고 2010년 5월 11일부터는 후쿠하라 미네오의 후임으로 1군 내야 수비 주루 코치를 맡았지만 2011년 5월 15일에 육성 코치(야수 담당)로 보직이 변경됐다. 2011년 시즌 종료 후 코치직에서 물러났고 2012년부터 2014년까지 프로 스카우트(전력분석원)를 맡았다. 2015년에 1군 내야 수비 주루 코치로 다시 발탁되면서 현장에 복귀했고 1루 베이스 코치도 맡았지만 그 해를 마지막으로 퇴단했다.
2016년에는 요코하마 DeNA 베이스타스 2군 내야 수비 주루 코치로 부임하면서 1997년 이후 19년 만의 친정팀에 복귀했고 2018년부터는 1군 내야 수비 코치로 승격됐다. 선수들에게서는 좋은 형같은 존재감, 구단 수뇌진으로부터는 훌륭한 지도를 해주고 있다는 평가를 받고 있다. 코치가 된 현재까지도 뿌리 깊은 팬들이 많다.

## 상세 정보

### 출신 학교
- 후쿠오카 공업대학 부속 고등학교

### 선수 경력
- 요코하마 다이요 웨일스·요코하마 베이스타스(1992년 ~ 1997년)
- 요미우리 자이언츠(1998년 ~ 2002년)
- 오사카 긴테쓰 버펄로스(2003년 ~ 2004년)
- 도호쿠 라쿠텐 골든이글스(2005년 ~ 2006년)

### 지도자 경력
- 도호쿠 라쿠텐 골든이글스 2군 내야 수비 주루 코치(2007년 ~ 2010년)
- 도호쿠 라쿠텐 골든이글스 1군 내야 수비 주루 코치, 육성 코치(2011년)
- 도호쿠 라쿠텐 골든이글스 스카우터(2012년 ~ 2014년)
- 도호쿠 라쿠텐 골든이글스 1군 내야 수비 주루 코치(2015년)
- 요코하마 DeNA 베이스타스 2군 내야 수비 주루 코치(2016년 ~ 2017년, 2022년 ~ )
- 요코하마 DeNA 베이스타스 1군 내야 수비 주루 코치(2018년 ~ 2021년)

### 개인 기록
- 첫 출장 : 1993년 7월 18일, 대 한신 타이거스 15차전(한신 고시엔 구장), 9회초에 하타야마 히토시의 대주자로 출장
- 첫 안타 : 1993년 8월 25일, 대 주니치 드래곤스 22차전(요코하마 스타디움), 5회말에 모리야마 료지의 대타로 출장, 야마모토 마사로부터
- 첫 선발 출전 : 1993년 8월 31일, 대 요미우리 자이언츠 19차전(도쿄 돔), 2번·유격수로 선발 출장
- 첫 타점 : 1993년 10월 20일, 대 주니치 드래곤스 25차전(요코하마 스타디움), 4회말에 사사키 겐이치로부터 내야 땅볼 사이에 기록
- 첫 도루 : 1994년 6월 21일, 대 주니치 드래곤스 11차전(나고야 구장), 9회초에 2루 안착(투수: 마쓰나가 유키오, 포수: 나카무라 다케시)
- 첫 홈런 : 1999년 8월 4일, 대 야쿠르트 스왈로스 16차전(메이지 진구 야구장), 9회초에 기무라 류지의 대타로 출장, 가와바타 류로부터 좌월 3점 홈런

### 등번호
- 55(1992년 ~ 1997년)
- 62(1998년)
- 32(1999년 ~ 2002년)
- 37(2003년 ~ 2006년)
- 89(2007년 ~ 2011년)
- 73(2015년)
- 88(2016년 ~ )

### 등록명
- 永池 恭男(ながいけ やすお 나가이케 야스오[*], 1992년 ~ 1997년, 2001년 ~ 2006년)
- 永池 們多(ながいけ もんた 나가이케 몬타[*], 1998년 ~ 2000년)

### 연도별 타격 성적
| 연 도       | 소 속       | 경 기 | 타 석 | 타 수 | 득 점 | 안 타 | 2 루 타 | 3 루 타 | 홈 런 | 루 타 | 타 점 | 도 루 | 도 루 자 | 희 생 번 | 희 생 플 | 볼 넷 | 고 4 | 사 구 | 삼 진 | 병 살 타 | 타 율 | 출 루 율 | 장 타 율 | O P S |
| ----------- | ----------- | ----- | ----- | ----- | ----- | ----- | ------- | ------- | ----- | ----- | ----- | ----- | -------- | -------- | -------- | ----- | ---- | ----- | ----- | -------- | ----- | -------- | -------- | ----- |
| 1993년      | 요코하마    | 23    | 35    | 28    | 7     | 6     | 0       | 0       | 0     | 6     | 1     | 0     | 0        | 1        | 0        | 6     | 0    | 0     | 3     | 0        | .214  | .353     | .214     | .567  |
| 1994년      | 요코하마    | 46    | 89    | 71    | 7     | 17    | 2       | 0       | 0     | 19    | 3     | 2     | 0        | 6        | 1        | 9     | 0    | 2     | 10    | 1        | .239  | .337     | .268     | .605  |
| 1995년      | 요코하마    | 31    | 42    | 31    | 4     | 8     | 1       | 0       | 0     | 9     | 4     | 0     | 0        | 4        | 0        | 6     | 1    | 1     | 6     | 0        | .258  | .395     | .290     | .685  |
| 1996년      | 요코하마    | 21    | 37    | 29    | 2     | 2     | 1       | 0       | 0     | 3     | 0     | 0     | 0        | 5        | 0        | 3     | 0    | 0     | 6     | 0        | .069  | .156     | .103     | .260  |
| 1997년      | 요코하마    | 22    | 21    | 18    | 1     | 1     | 0       | 0       | 0     | 1     | 0     | 0     | 0        | 0        | 0        | 3     | 0    | 0     | 4     | 0        | .056  | .190     | .056     | .246  |
| 1998년      | 요미우리    | 65    | 34    | 31    | 6     | 7     | 0       | 1       | 0     | 9     | 1     | 0     | 1        | 1        | 0        | 2     | 0    | 0     | 4     | 1        | .226  | .273     | .290     | .563  |
| 1999년      | 요미우리    | 22    | 26    | 22    | 6     | 6     | 1       | 0       | 1     | 10    | 7     | 0     | 0        | 2        | 0        | 2     | 0    | 0     | 4     | 0        | .273  | .333     | .455     | .788  |
| 2000년      | 요미우리    | 11    | 4     | 4     | 2     | 2     | 0       | 0       | 1     | 5     | 1     | 0     | 0        | 0        | 0        | 0     | 0    | 0     | 0     | 0        | .500  | .500     | 1.250    | 1.750 |
| 2002년      | 요미우리    | 11    | 15    | 13    | 1     | 2     | 0       | 0       | 0     | 2     | 0     | 0     | 0        | 0        | 0        | 2     | 0    | 0     | 1     | 1        | .154  | .267     | .154     | .421  |
| 2003년      | 긴테쓰      | 34    | 47    | 39    | 9     | 11    | 3       | 1       | 0     | 16    | 6     | 0     | 0        | 2        | 0        | 6     | 0    | 0     | 7     | 2        | .282  | .378     | .410     | .788  |
| 2004년      | 긴테쓰      | 27    | 57    | 47    | 3     | 11    | 1       | 0       | 0     | 12    | 2     | 0     | 0        | 5        | 1        | 4     | 0    | 0     | 7     | 1        | .234  | .288     | .255     | .544  |
| 2005년      | 라쿠텐      | 36    | 36    | 31    | 7     | 6     | 1       | 0       | 1     | 10    | 2     | 0     | 1        | 2        | 0        | 3     | 0    | 0     | 3     | 1        | .194  | .265     | .323     | .587  |
| 통산 : 12년 | 통산 : 12년 | 349   | 443   | 364   | 55    | 79    | 10      | 2       | 3     | 102   | 27    | 2     | 2        | 28       | 2        | 46    | 1    | 3     | 55    | 7        | .217  | .308     | .280     | .589  |